# 馬德里斯省
馬德里斯省（西班牙語：Departamento de Madriz）是尼加拉瓜的一個省，位於該國北部。面積1,602平方公里，2005年人口133,300人。首府索莫托。
建於1936年 （自新塞哥維亞省），省名紀念第21任總統何塞·马德里斯。下分9市。